# ParisTech
ParisTech est une association loi de 1901 regroupant sept écoles d'ingénieurs de la région parisienne, œuvrant à l’élaboration de projets communs en formation, recherche et innovation dans le domaine des sciences, des technologies et du management. L'association regroupe actuellement AgroParisTech, Arts et Métiers, Chimie ParisTech – PSL, ESPCI Paris – PSL, Institut d'Optique Graduate School, et Mines Paris – PSL.

## Historique
En 1991, neuf écoles d'ingénieurs publiques se rassemblent dans une association loi de 1901 nommée « Grandes écoles d’ingénieurs de Paris », pour collaborer dans des domaines d’intérêt commun et acquérir une reconnaissance internationale en tant qu’entité de taille suffisante.
En 1999, l’association prend le nom de « ParisTech ». Il rappelle entre autres le nom de grandes universités américaines telles que Caltech ou Georgia Tech et correspond à l’ambition du ParisTech de l’époque de devenir un établissement de « stature comparable aux grandes universités scientifiques et techniques au niveau mondial ».
En 2007, l’État donne le statut de pôle de recherche et d’enseignement supérieur à ParisTech, qui revêt la forme d’un établissement public de coopération scientifique (EPCS), l’Institut des sciences et technologies de Paris, dénommé ParisTech. Il associe onze écoles d’ingénieurs et une école de commerce : AgroParisTech, Arts et Métiers ParisTech, École des Ponts ParisTech, Chimie ParisTech, École polytechnique, ENSAE Paris, ENSTA Paris, ESPCI ParisTech, Institut d'Optique Graduate School, Mines ParisTech, Télécom Paris et HEC.
La Fondation ParisTech a été créée par décret en avril 2010. Elle a le statut de fondation reconnue d'utilité publique abritante. ParisTech est l'un des membres fondateurs de la Fondation et le président de l'établissement public était membre de droit du conseil d'administration de celle-ci.
Le 6 juin 2013, dans une interview au Monde, Yves Poilane, directeur de Télécom Paris et ancien président de ParisTech confirme que la construction de ParisTech sous la forme d'une grande université technologique type MIT à la française n’est plus d’actualité compte tenu de la structuration de l’enseignement supérieur et de la recherche autour de sites.
En juillet 2015, Jean-Philippe Vanot, alors président de ParisTech, annonce la disparition du statut d’établissement de ParisTech, le départ d'HEC de ParisTech ainsi que des doutes pour Polytechnique et la fin des masters internationaux qui ont été transférés aux écoles. Le coût de fonctionnement de ParisTech est revu à la baisse de 30 à 40% pour 2016. L’EPCS est dissout au 1er janvier 2016, et ParisTech devient une fondation sous égide de la Fondation ParisTech, sous le nom de « ParisTech Développement », qui regroupe toutes les écoles précédentes à l'exception de Polytechnique et HEC.
En date du 31 décembre 2019, les écoles ENSTA Paris, ENSAE Paris et Télécom Paris se retirent de la fondation ParisTech Développement, qui continue ses activités. La fondation sous égide est clôturée en 2022. Les écoles poursuivent leurs activités communes au sein de l'association loi de 1901 ParisTech[réf. non conforme].
Le 16 juillet 2024, l'École nationale de Ponts et Chaussées quitte la fondation ParisTech Développement pour rejoindre l'institut polytechnique de Paris aux côtés de l'ENSAE, de l'ENSTA Paris, Télécom Paris, Télécom SudParis et l'École polytechnique.

## Présentation
ParisTech regroupe jusqu'à 12 000 étudiants pour 1 500 enseignants chercheurs. 56 chaires d’enseignement et de recherche sont réparties entre les écoles[réf. incomplète]. Elle a plus de 90 000 alumni. ParisTech a conclu des partenariats avec 68 universités.
ParisTech est doté d’une gouvernance propre et assure la coordination de plusieurs commissions inter-écoles (communication, diversité, enseignement, international). 
Le bureau de l'association ParisTech est constitué du président Christian Lerminiaux (Chimie ParisTech), du vice-président Anthony Briant (École des Ponts ParisTech), du trésorier Rémi Carminati (Institut d'Optique) et du secrétaire Vincent Laflèche (Mines Paris)[réf. non conforme]. 

## Formation et recherche

### Formation
Les écoles de ParisTech recrutent majoritairement leurs élèves sur concours après les classes préparatoires aux grandes écoles ou bien à partir de DUT/BUT, de licences ou de masters scientifiques. 
Les écoles de ParisTech offrent également de nombreuses places pour les étudiants internationaux. La procédure de recrutement de ces élèves est commune à toutes les écoles de ParisTech (ParisTech International Admission Program).
Une fois acceptés au sein d'une des écoles de ParisTech, les élèves ont la possibilité de suivre des cours dans les autres écoles membres ou de faire des parcours croisés en étudiant durant une année dans une autre école que leur école d'origine. Les sept écoles délivrent le diplôme d’ingénieur (grade de master) ainsi que des masters (en lien avec les établissements expérimentaux d'appartenance — Université Paris Sciences et Lettres, Université Paris-Saclay — dans certains cas) et mastères spécialisés. Il est possible d'effectuer également un doctorat dans un des laboratoires.
ParisTech a développé depuis 2009 le réseau RACINE, réseau d’accompagnement et d’innovation dans l’enseignement de ParisTech, qui propose chaque année une dizaine d'ateliers de formation aux enseignants-chercheurs des écoles du réseau

### Diversité
ParisTech s'engage pour la diversité depuis sa création. Les écoles participent aux cordées de la réussite. Elles organisent chaque année fin janvier la Journée ParisTech des cordées de la réussite.
ParisTech est un des fondateurs de l'Institut Villebon  - Georges Charpak qui permet à des jeunes qui ont un potentiel scientifique, mais ont besoin de travailler avec d'autres méthodes de travail, d'obtenir une licence en sciences et technologies, puis de poursuivre leurs études, souvent en école d'ingénieurs.

### Recherche
ParisTech compte 84 laboratoires de recherche, 1 500 enseignants chercheurs et 1 500 doctorants[réf. nécessaire].
Une partie de la recherche des lauréats de la médaille Fields Pierre-Louis Lions et des prix Nobel Maurice Allais, Pierre-Gilles de Gennes, Georges Charpak et Alain Aspect[réf. non conforme] s'est déroulée dans ces laboratoires. Le lauréat de la médaille d'or du CNRS Alain Aspect ainsi que les lauréats de la médaille d'argent du CNRS, Jacques Prost, Philippe Grangier, Jérôme Bibette, Catherine Bréchignac, Mathias Fink, Michel Callon, Daniel Lincot, Ludwik Leibler, Michel Fliess, Francisco Chinesta, Janine Cossy, Tatiana Budtova, Anke Lindner, Antoine Browaeys, Philippe Goldner et Valérie Pichon et les lauréats de la médaille de bronze du CNRS Valentina Krachmalnicoff, Teresa Lopez-Leon, Kevin Vinck, Guillaume Lefevre et Sylvain Patinet effectuent ou ont effectué leurs travaux dans ces laboratoires.
Les laboratoires des écoles accueillent de nombreux lauréats du European Research Council : 
- AgroParisTech : Kalina Haas (Starting grant), Antoine Missemer (Starting Grant, avec Ecole des Ponts ParisTech : CIRED)

- Arts et Métiers : Nicolas Ranc (Consolidator grant)

- Chimie ParisTech - PSL : Ilaria Ciofini (Advanced grant), Philippe Marcus (Advanced Grant), Gilles Gasser (Consolidator Grant, Proof of Concept), Guillaume Lefèvre (Starting Grant), Philippe Goldner (Advanced grant), Carlo Adamo (Advanced Grant)

- École des Ponts ParisTech : Philippe Jehiel (Advanced grant), Ioannis Stefanou (Starting Grant), Eric Cances (Synergy Grant), Mathieu Aubry (Starting Grant), Vincent Lepetit (Advanced Grant)

- ESPCI Paris - PSL : Costantino Creton (Advanced grant & Synergy grant), Luca de Mici (Advanced grant), Eörs Szathmary (PoC), Klaus Eyer (Starting grant), Sandrine Ithurria (Starting grant), Anke Lindner (Consolidator grant), Sylvain Gigan, Karim Benchenane (Consolidator grant), Alexandre Aubry (Consolidator grant), Mickael Tanter, Bruno Andreotti (Starting grant), Manuel Thery (Starting grant), Martin Lenz (Starting grant), Thomas Preat (Advanced grant), Philippe Nghe (Consolidator grant), Clément Papadacci (Starting grant)

- Institut d'Optique : Laurent Sanchez-Palencia (Starting grant), Alexei Ourjoumtsev (Advanced grant), Pierre Bon (starting grant), Philippe Grangier (advanced grant), Antoine Browaeys (Starting grant & Advanced grant), Igor Ferrier-Barbut (Starting grant), Philippe Lalanne (Advanced Grant)

- Mines Paris - PSL : Fabien Muniesa (Starting grant), Jean-Philippe Vert (Starting grant), Zaki Leghtas (Starting Grant), Pierre Rouchon (Advanced Grant)

Claire Chenut, professeure en sciences du sol à AgroParisTech, a obtenu le Laurier de la recherche agronomique 2019.
Céline Guivarch, directrice de recherche à l’École des Ponts ParisTech,a obtenu le prix Irène Joliot Curie de la Jeune Femme Scientifique en 2020.
Les écoles ont développé des projets de recherche ensemble : 
- Chaire BioMECAM Innovation et Handicap[23] :  depuis fin 2010 Arts et Métiers et  ESPCI Paris - PSL bénéficient du soutien de la Société générale, de la Fondation Cotrel, de la société Proteor et du consortium d’assurance COVEA

- Chaire Mines urbaines : elle associe depuis 2014 Arts et Métiers, Chimie ParisTech - PSL et MINES ParisTech - PSL avec l'entreprise ecosystem[24]

- La Chaire Eco-conception des ensembles bâtis et des infrastructures (depuis 2008) qui réunit AgroParisTech, l’École des Ponts ParisTech et MINES ParisTech - PSL et est soutenue par Vinci est devenue le Lab Recherche Environnement Vinci ParisTech[25] en 2019

- ParisTech et Renault ont créé en 2009 l'Institut de la Mobilité Durable (IMD) copiloté par Renault et l’École des Ponts ParisTech[26].

### Relations internationales
ParisTech a mis en place avec des universités étrangères des partenariats et programmes de recrutement, d’échange et de double diplôme. En Europe, cela se traduit par sa participation au réseau ATHENS avec 15 universités européennes . Ce réseau a permis aux écoles de ParisTech de développer d'autres projets européens d'envergure : le partenariat stratégique Erasmus+ IDEAL destiné à la formation doctorale ; trois écoles de ParisTech - Chimie ParisTech - PSL, Ecole des Ponts ParisTech - PSL, MINES ParisTech - PSL - sont partenaires de l'Université européenne EELISA (European Engineering Learning Science and Innovation Alliance). ParisTech est par ailleurs membre de l'association européenne des universités technologiques, CESAER.
Pour l'Argentine, le Brésil, la Chine, la Russie et la Colombie, et à partir de 2021 plusieurs pays et régions d'Asie (Cambodge, Corée du Sud, Hong Kong, Inde, Indonésie, Japon, Laos, Macao, Malaisie, Singapour, Taïwan, Thaïlande, Vietnam), ParisTech a mis en place une politique de recrutement coordonné (politique unique pour l'ensemble de ses écoles / ParisTech International Admission Program) et des accords cadre d’échange et de double diplôme avec plusieurs universités. Ce programme a été ouvert aux candidats individuels du monde entier à compter de 2022.
Les écoles de ParisTech contribuent à former des ingénieurs en Chine dans quatre Instituts franco-chinois : à Shanghai avec l’école d’ingénieurs ParisTech Shanghai Jiao Tong (Mines Paris - PSL), à Wuhan avec l’Institut Sino-Européen ICARE voué aux énergies propres et renouvelables (Mines Paris - PSL), à l'IFCEN à Guangzhou (Chimie ParisTech - PSL) et depuis 2017 à Pékin avec Chimie Pékin (Chimie ParisTech - PSL).
L'école ParisTech Shanghai Jiao Tong a été inaugurée par le Président de la République française François Hollande le 26 avril 2013. Elle est née d’une alliance entre ParisTech et l’université Jiao Tong de Shanghai. Elle est portée par MINES ParisTech ainsi que ENSTA Paris, Télécom Paris et l'École Polytechnique pour créer une formation en six ans, sur le modèle, apprécié en Chine[réf. nécessaire], des Grandes Écoles d’ingénieurs françaises. La première promotion a été diplômée en mars 2019.